# Ancienne église de Saint-Hilaire-du-Harcouët
Pour les articles homonymes, voir Église Saint-Hilaire.
L'ancienne église Saint-Hilaire est une église catholique en ruine située à Saint-Hilaire-du-Harcouët, en France. Seule la tour subsiste.

## Localisation
L'édifice est situé dans le centre-ville de Saint-Hilaire-du-Harcouët, dans le département français de la Manche, à 100 mètres au sud-ouest de l'église actuelle.

## Historique

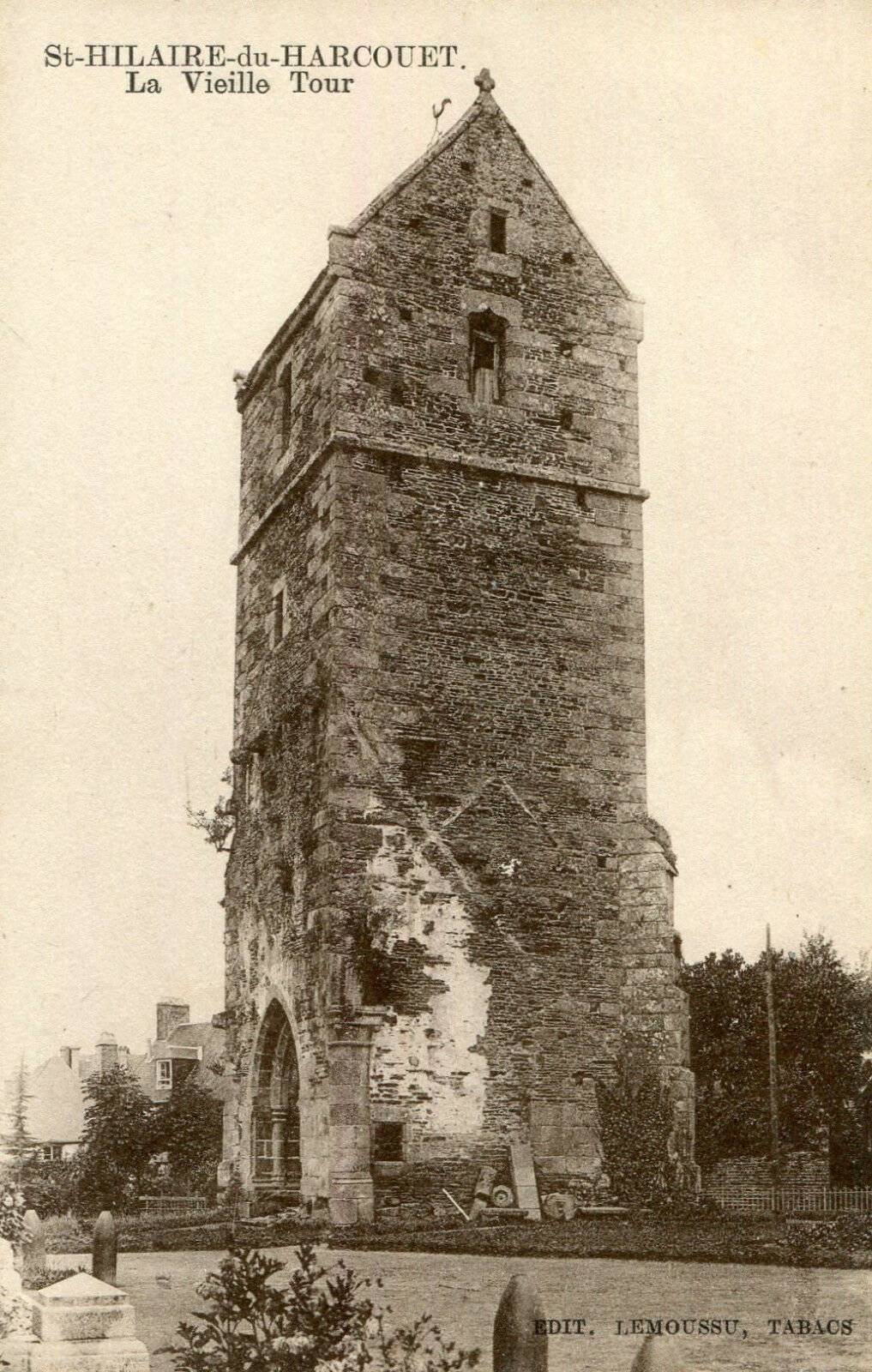
Le clocher, vers 1900. Carte postale ancienne.

La tour est classée depuis le 23 avril 1921.

## Architecture

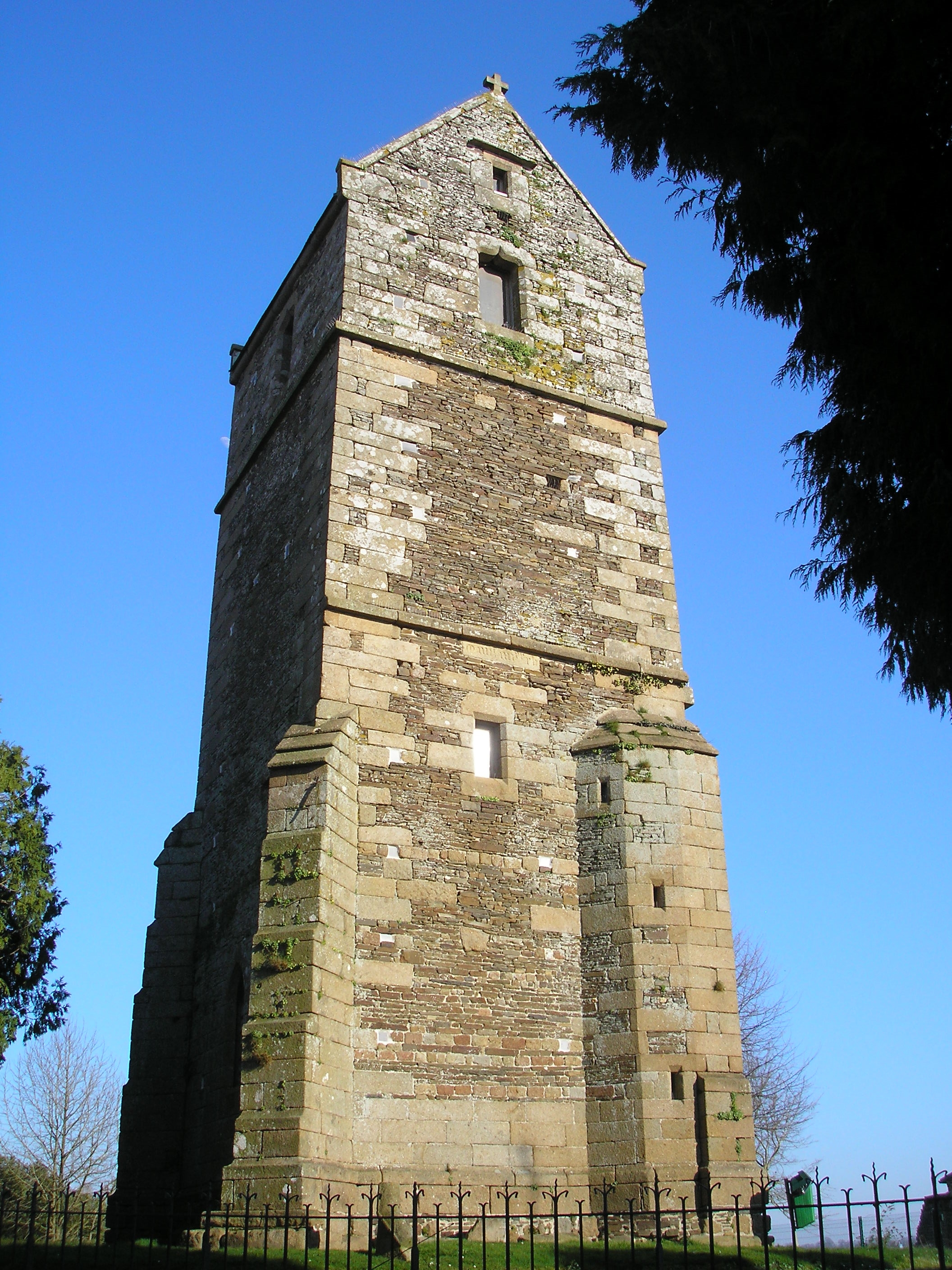
Vue occidentale.
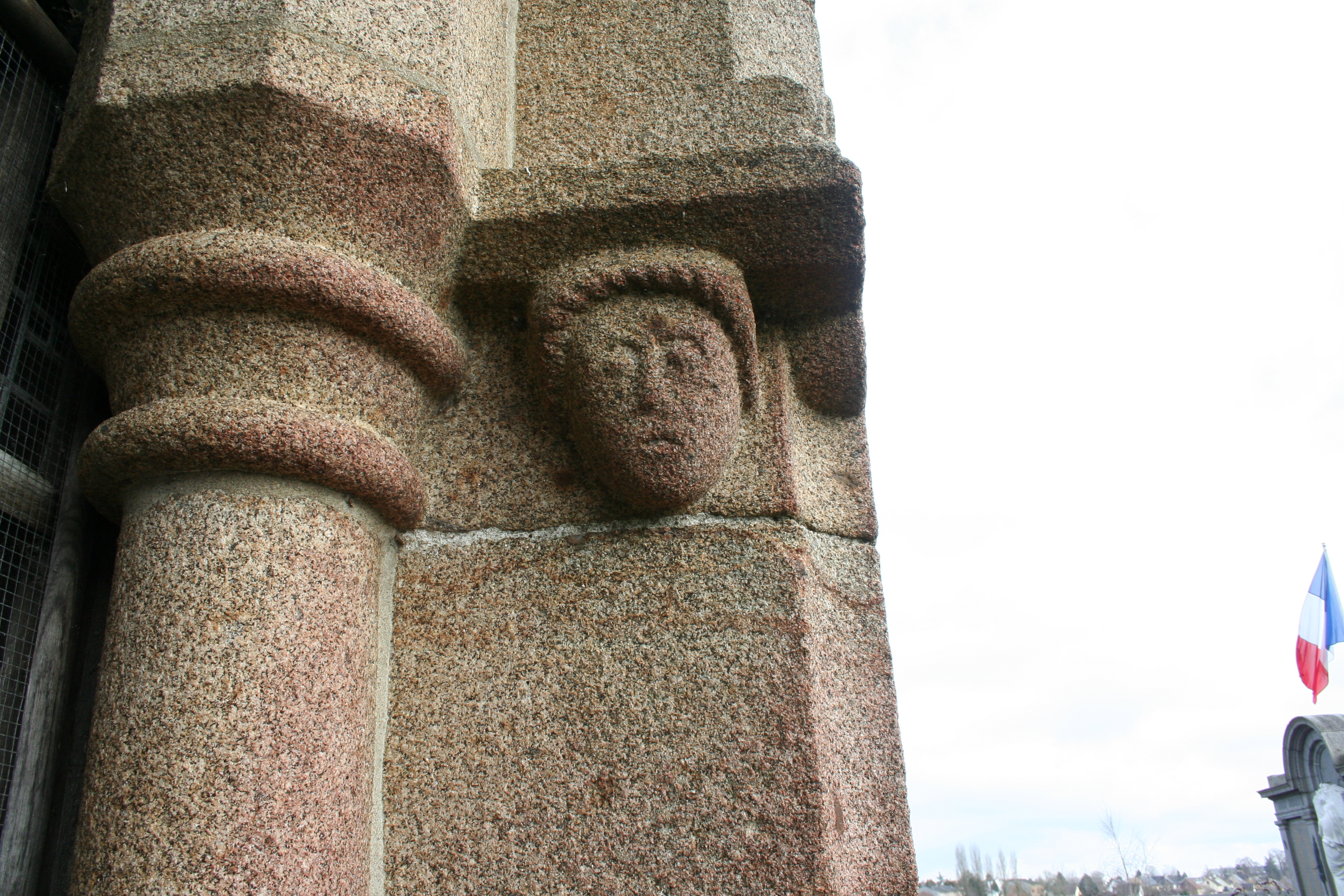
Mascaron sur le montant du portail.